# Jakob Poulsen
Jakob Poulsen (Varde, Danska, 7. srpnja 1983.) bivši je danski nogometaš i nacionalni reprezentativac koji je igrao na poziciji veznog. 
S danskom reprezentacijom je nastupio na Svjetskom prvenstvu 2010. i EURU 2012.

## Karijera

### Klupska karijera
Poulsen je nogomet počeo igrati u Næsbjergu zajedno s Andersom Egholmom i Nicolajem Høghom. Nakon toga prešao je u juniore Esbjerga dok ga je trener Viggo Jensen u rujnu 2001. uveo u seniore. Pod vodstvom novog trenera Ovea Pedersena, Poulsen je postao standardni igrač.
U siječnju 2006. kupuje ga nizozemski Heerenveen s kojim je potpisao ugovor na tri i pol godine. Ondje su mu suigrači bili sunarodnjaci Hjalte Bo Nørregaard, Bo Storm, Timmi Johansen i Ken Ilsø. Već sljedeći mjesec igrač se ozlijedio ali je do kraja sezone uspio skupiti sedam nastupa za klub. Sve do početka 2008. bio je uglavnom rezerva dok je nakon toga osigurao mjesto u prvom sastavu. Međutim, dolaskom Tronda Sollieda igrač gubi mjesto u momčadi te više nije odigrao niti jednu utakmicu za klub. Zbog toga je Poulsen odlučio napustiti klub.
Vratio se u domovinu u kolovozu 2008. te je potpisao četverogodišnji ugovor s Aarhusom. Ondje se pridružio bivšem treneru Oveu Pedersenu koji ga je koristio kao standardnog igrača. Prvi gol za novi klub zabio je već u rujnu protiv Aalborga koji je ujedno proglašen za gol mjeseca. Tijekom siječnja 2010. klub je prihvatio ponudu rimskog Lazija za kupnju igrača, ali ju je odbio sam Poulsen. To je učinio jer je u Aarhusu bio standardan igrač čime je osigurao mjesto na popisu igrača za predstojeće Svjetsko prvenstvo 2010. dok bi se u Laziju tek trebao izboriti za mjesto u momčadi.
Nakon završetka Svjetskog prvenstva 2010., Poulsena su htjeli kupiti premijerligaš Wigan Athletic i bundesligaš 1. FC Köln, međutim on je 17. kolovoza 2010. potpisao za Midtjylland. Na početku sezone igrač je pretrpio ozbiljnu ozljedu gležnja tako da je za klub debitirao tek 22. studenog u 3:2 porazu od Odensea. Prvi pogodak za klub je zabio 6. ožujka 2011. u 2:0 pobjedi nad F.C. Københavnom.
Poslije EURA 2012., Poulsena za 10 milijuna DKK kupuje tadašnji francuski drugoligaš AS Monaco. Time je postao drugo pojačanje talijanskog stratega Claudija Ranierija. Za monegaški klub je debitirao u utakmici otvaranja sezone protiv Toursa kojeg je AS Monaco dobio s visokih 4:0.

### Reprezentativna karijera
Zbog dobrih igara u Aarhusu, izbornik Morten Olsen ga je u siječnju 2009. godine uveo u dansku reprezentaciju sastavljenu od igrača iz danske Superlige. Izbornik ga je tada smatrao dobrim igračem za desni bok gdje bi konkurirao Larsu Jacobsenu i Kasperu Bøgelundu dok je sam Poulsen mislio da je bolji na desnom krilu.
Debi za seniorsku A reprezentaciju je ostvario u prijateljskoj utakmici protiv Grčke koja je odigrana u veljači 2009. Tada je ušao u igru kao zamjena Larsu Jacobsenu. Prvi reprezentativni pogodak zabio je u kvalifikacijama protiv Švedske kojim je Danska pobijedila te osigurala prvo mjesto i nastup na Svjetskom prvenstvu 2010. Tijekom samog Mundijala, Poulsen je igrao u utakmicama skupine protiv Kameruna i Japana.
Također, bio je član reprezentacije koja je nastupila na EURU 2012 gdje je ulazio u igru kao zamjena u susretima protiv Portugala i Njemačke.

#### Pogoci za reprezentaciju
| #  | Datum               | Mjesto             | Protivnik | Pogodak | Rezultat | Natjecanje                          |
| -- | ------------------- | ------------------ | --------- | ------- | -------- | ----------------------------------- |
| 1. | 10. listopada 2009. | Kopenhagen, Danska | Švedska   | 1:0     | 1:0      | Kvalifikacije za SP 2014. u Brazilu |

## Osvojeni trofeji

### Individualni trofeji
| Trofej                           | Godina |
| -------------------------------- | ------ |
| Najbolji igrač danskog prvenstva | 2009.  |

## Vanjske poveznice
- National Football Teams.com